# 2019년 인도-파키스탄 대치

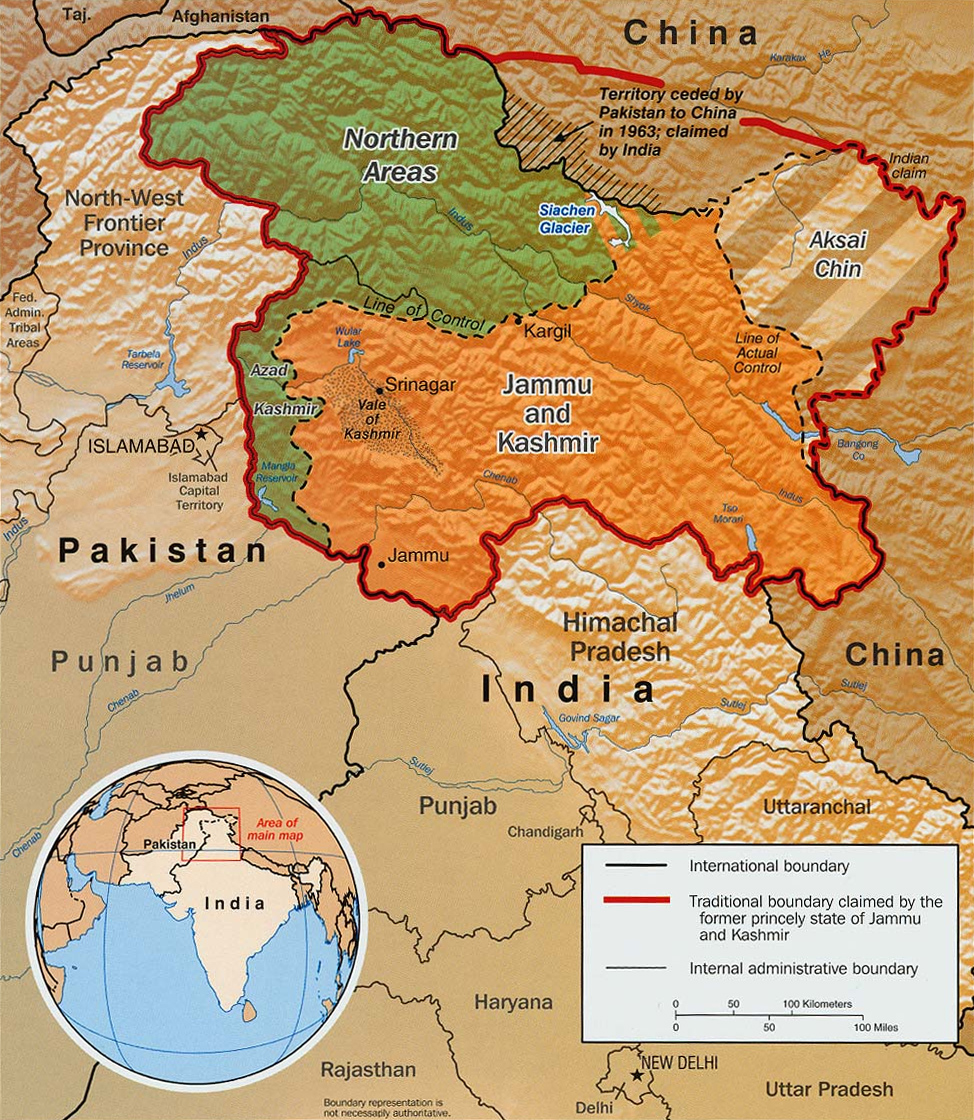

2019년 인도-파키스탄 대치는 2019년 2월 인도와 파키스탄이 카슈미르 지역에서 군사적 대치(military standoff)를 했던 것을 의미한다.

## 역사
2019년 풀와마 공격이 발생했다.

### 공습
파키스탄의 공격에 인도 공군은 2월 26일 2019년 발라코트 공습으로 보복했다.